# Liste der denkmalgeschützten Objekte in St. Johann im Walde
Die Liste der denkmalgeschützten Objekte in St. Johann im Walde enthält die 7 unbeweglichen denkmalgeschützten Objekte der Osttiroler Gemeinde St. Johann im Walde.

## Denkmäler
| Foto |                 | Denkmal                                                                                   | Standort                                                    | Beschreibung | Metadaten |
| ---- | --------------- | ----------------------------------------------------------------------------------------- | ----------------------------------------------------------- | --- | --- |
| ja   | Datei hochladen | Maria Schnee-Kapelle HERIS-ID: 6781 Objekt-ID: 2664 TKK: 17889                            | westlich Oberleibnig 72a Standort KG: St. Johann im Walde   | Die Maria Schnee-Kapelle liegt an einem steilen Felshang in der Fraktion Oberleibnig. Die Kapelle aus dem 17. Jahrhundert war ursprünglich den heiligen Philippus und Jakobus geweiht. | BDA-Hist.: Q37929047 Status: § 2a Stand der BDA-Liste: 2025-06-30 Name: Maria Schnee-Kapelle GstNr.: 949 Oberleibnig, Maria Schnee Kapelle                                                  |
| ja   | Datei hochladen | Kath. Pfarrkirche hl. Johannes der Täufer HERIS-ID: 6776 Objekt-ID: 2659 TKK: 17887       | St. Johann im Walde 4 Standort KG: St. Johann im Walde      | Die Pfarrkirche hl. Johannes der Täufer geht auf eine Kapelle zurück, die 1177 erstmals urkundlich erwähnt wurde. Der ehemalige Chor, heute als Taufkapelle genutzt, wurde 1503 errichtet, das Langhaus stammt aus der Zeit um 1665. Um 1750 wurde das Langhaus im Westen erweitert, nach Hochwasserzerstörungen im Jahr 1965 wurde die Kirche um einen Erweiterungsbau vergrößert.                      | BDA-Hist.: Q37928676 Status: § 2a Stand der BDA-Liste: 2025-06-30 Name: Kath. Pfarrkirche hl. Johannes der Täufer GstNr.: .1, 4 Pfarrkirche hl. Johannes der Täufer (St. Johann im Walde)   |
| ja   | Datei hochladen | Kapelle zu den Sieben Schmerzen Mariens HERIS-ID: 6780 Objekt-ID: 2663 TKK: 17892         | bei St. Johann im Walde 7 Standort KG: St. Johann im Walde  | Die Kapelle zu den Sieben Schmerzen Mariens liegt an der Felbertauernstraße nahe dem Widum. Sie wurde 1804 errichtet und war ehemals dem heiligen Johannes von Nepomuk geweiht. Der Altar stammt aus der Zeit um 1700 und zeigt ein Gemälde Maria Hilfs in Öl auf Leinwand. | BDA-Hist.: Q37928945 Status: § 2a Stand der BDA-Liste: 2025-06-30 Name: Kapelle zu den Sieben Schmerzen Mariens (Widumskapelle) GstNr.: .13/1 Kapelle zu den Sieben Schmerzen Mariens       |
| ja   | Datei hochladen | Hofkapelle Hl. Dreifaltigkeit beim Oblasser-Hof HERIS-ID: 7253 Objekt-ID: 3158 TKK: 17891 | bei St. Johann im Walde 18 Standort KG: St. Johann im Walde | Die Hofkapelle des Oblasser Hofes wurde zwischen 1804 und 1805 errichtet. Das Altarblatt aus der Zeit um 1900 zeigt die Krönung Marias in Öl auf Leinwand. | BDA-Hist.: Q1623139 Status: Bescheid Stand der BDA-Liste: 2025-06-30 Name: Hofkapelle Hl. Dreifaltigkeit beim Oblasser-Hof GstNr.: .48/1 St. Johann im Walde, Hofkapelle Hl. Dreifaltigkeit |
| ja   | Datei hochladen | Ehem. Gasthof Moar im Walde HERIS-ID: 6778 Objekt-ID: 2661 TKK: 17915                     | St. Johann im Walde 48 Standort KG: St. Johann im Walde     | Das Gasthaus Moar wurde erstmals im Jahr 1285 urkundlich erwähnt und stammt in seiner heutigen Form aus der zweiten Hälfte des 18. Jahrhunderts. Bei dem Gebäude handelt es sich um ein zweigeschoßiges, gemauertes Mittelflurhaus mit Stopfwalmdach und ostseitiger Freskodarstellung der Pietà und des heiligen Nikolaus sowie eines Freskomedaillons des heiligen Johannes des Täufers und Mariahilf. | BDA-Hist.: Q37928814 Status: Bescheid Stand der BDA-Liste: 2025-06-30 Name: Ehem. Gasthof Moar im Walde GstNr.: .5                                                                          |
| ja   | Datei hochladen | Wirtschaftsgebäude HERIS-ID: 6779 Objekt-ID: 2662 TKK: 17912                              | bei St. Johann im Walde 10 Standort KG: St. Johann im Walde | Das Wirtschaftsgebäude des Gasthofes Moar liegt südlich des Gasthofes und wurde in der zweiten Hälfte des 19. Jahrhunderts errichtet. Der langgestreckte, massive und unverputzte Bau wird durch segmentbogige Fenster und Stadelluken gegliedert und besitzt ornamentale Ziegelgitter. | BDA-Hist.: Q37928897 Status: § 2a Stand der BDA-Liste: 2025-06-30 Name: Wirtschaftsgebäude GstNr.: 895/1; .2/1 St. Johann im Walde, Wirtschaftsgebäude                                      |
| ja   | Datei hochladen | Schießstand HERIS-ID: 11816 Objekt-ID: 7934 TKK: 17909                                    | bei St. Johann im Walde 48 Standort KG: St. Johann im Walde | Der Schießstand des Gasthofes Moar wurde 1895 erbaut und schließt sich im Norden freistehend an den Gasthof Moar an. Es handelt sich bei dem Schießstand um eine eingeschoßige, hölzerne Ständerkonstruktion auf Bruchsteinfundament unter einem schindelgedeckten Satteldach. | BDA-Hist.: Q38112929 Status: § 2a Stand der BDA-Liste: 2025-06-30 Name: Schießstand GstNr.: 918                                                                                             |